# Ангерер, Диц
Диц А́нгерер (нем. Dietz Angerer; 26 января 1904 — неизвестно) — австрийский яхтсмен, участник летних Олимпийских игр 1936 года в классе О-Йолле.

## Спортивная биография
В 1936 году Диц Ангерер принял участие в летних Олимпийских играх в Берлине. Австрийский спортсмен выступил в новом олимпийском классе О-Йолле (нем. O-Jolle). Все участники соревнований выступали на лодках, предоставленных организаторами и названными в честь немецких городов. Ангерер выступал на лодке «Бреслау», названной в честь немецкой крепости, которая в дальнейшем, по окончании Второй мировой войны, была переименована во Вроцлав. Гонки на играх проходили в тяжёлых погодных условиях и часто переносились. Наилучшим результатом в гонках для австрийца стало второе место в заключительной седьмой гонке, однако из-за не самых лучших результатов, показанных в остальных заездах, в общем зачёте Ангерер занял только 15-е место.